# Giovanni Gaetano Bottari
Giovanni Gaetano Bottari (15. ledna 1689 Florencie – 4. června 1775 Řím) byl italský filolog, lexikograf, archeolog, knihovník, učenec a teolog.

## Životopis
Narodil se ve Florencii a v deseti letech začal studovat rétoriku a latinu jako soukromý žák Antonia Marii Biscioniho. V letech 1704–1708 navštěvoval kurzy teologie s tomistickým zaměřením u dominikánů v San Marco. Poté pokračoval samostatně ve studiu filozofie, fyziky a matematiky; s pomocí Antona Marii Salviniho se učil řecky. Následně přijal kněžské svěcení a teologickou mozzetu (20. srpna 1716), po níž vstoupil do služeb rodiny Corsiniů.
Ve 20. letech 18. století řídil velkovévodskou tiskárnu Medici ve Florencii, redigoval disertační práce filologa Benedetta Averaniho a spolupracoval s Benedettem Bacchinim. Získal pověst znalce toskánského jazyka a literatury, a to natolik, že byl přivítán na Accademia della Crusca, kde byl pověřen prestižním úkolem řídit náročnou přípravu čtvrtého vydání Vocabolario della Crusca (1729–1738). Pro Akademii pak Bottari uspořádal cyklus třiceti tří lekcí o Dekameronu, jejichž cílem bylo u Boccaccia demonstrovat nejen absenci bezbožných nebo obscénních úmyslů, ale dokonce i přítomnost morálních a exegetických záměrů. Práce je dnes zajímavá pro filologické komentáře Bottariho k Boccacciově lexikonu. V těch letech také spolupracoval na vydání sbírky Trecentnovelle spisovatele Sacchettiho, vytištěné v Neapoli roku 1726 (s falešnými typografickými údaji), a následně na vydání Ercolana od Benedetta Varchiho, jehož přílohou byl anonymní Dialogo sopra il nome della lingua vulgare, které Bottari připisoval Niccolò Machiavellimu. Ve stejném období se Bottari začal zajímat o jansenistickou doktrínu a literaturu.
V listopadu 1730 Bottari navždy opustil své rodné město a přestěhoval se do Říma na pozvání Neri Maria Corsiniho, synovce nově zvoleného papeže Klementa XII. Bottari vstoupil do služeb kardinála Corsiniho v Palazzo Corsini alla Lungara. Díky Corsiniho podpoře získal nejprve kanovnické místo v Sant'Anastasia a krátce poté i katedru Storia ecclesiastica e controversie na Sapienza. V Palazzo Corsini pak založil kulturní klub Burchiello a zorganizoval knihovnu, která byla později zpřístupněna veřejnosti (Corsiniana). Klement XII. ho jmenoval tajným kaplanem, arciknězem v Santa Maria in Cosmedin a druhým správcem Vatikánské knihovny. Papež ho také pověřil vydáním nového vydání Bosiova díla Roma subterranea a latinského remaku Aringhiova díla Roma subterranea novissima. Četné závazky ho vedly k tomu, že se v roce 1739 vzdal univerzitní profesury.
Po smrti Klementa XII. (1740) se Bottari účastnil doprovodu kardinála Corsiniho na konkláve, během něhož dokončil vydání Antiquissimi Virgiliani Codicis fragmenta et picturae, doplněné rytinami Piersantiho Bartoliho. Později ho nový papež Benedikt XIV. jmenoval členem Accademie di Storia ecclesiastica, dei Concili e di Antichità a svěřil mu kanovnictví v Santa Maria in Trastevere. Pro učence z rodu Corsiniů začalo plodné období, které mu přineslo velkou slávu jako vědci, historikovi umění a filologovi.
Z náboženského hlediska se Bottariho postoje po roce 1740 postupně stávaly stále více projansenistickými a protijezuitskými. Přijal papežské odsouzení pěti Jansenových propozic, ale domníval se, že je lze vykládat různými způsoby, a proto jsou náchylné k manipulaci ze strany jezuitů, kteří podle Bottariho měli za hlavní cíl zdiskreditovat učení sv. Augustina a sv. Tomáše Akvinského. Bottari prováděl popularizační a proselytskou činnost ve prospěch jansenismu do té míry, že si kolem poloviny století vysloužil pověst opatrovnického božstva jansenistického hnutí v Římě (circolo dell'Archetto).
Dostupnost Palazzo Corsini a jeho bohaté knihovny umožnila florentskému učenci navázat veřejné styky a zakoupit četné rytiny i knihy z Francie, které často sám překládal do italštiny. Tuto popularizační činnost doprovázela spolupráce s Giornale de' Letterati v sérii tištěné bratry Pagliariniovými v letech 1742–1759. Ani v Římě jeho zájem o toskánskou filologii neochaboval: redigoval vydání knih, Fiore di virtù, Istoria di Barlaam e Giosaffatte a různých děl Domenica Cavalcy včetně sedmi traktátů (Specchio di Croce, Pungilingua, Frutti della lingua, Medicina del cuore, Disciplina degli spirituali con il Trattato delle trenta stoltizie, Esposizione del Simbolo degli Apostoli) a dvou vernakularizací (quello del Dialogo di san Gregorio e quello dell'Epistola a Eustochio di san Girolamo).
Giovanni Gaetano Bottari zemřel v Římě v roce 1775.

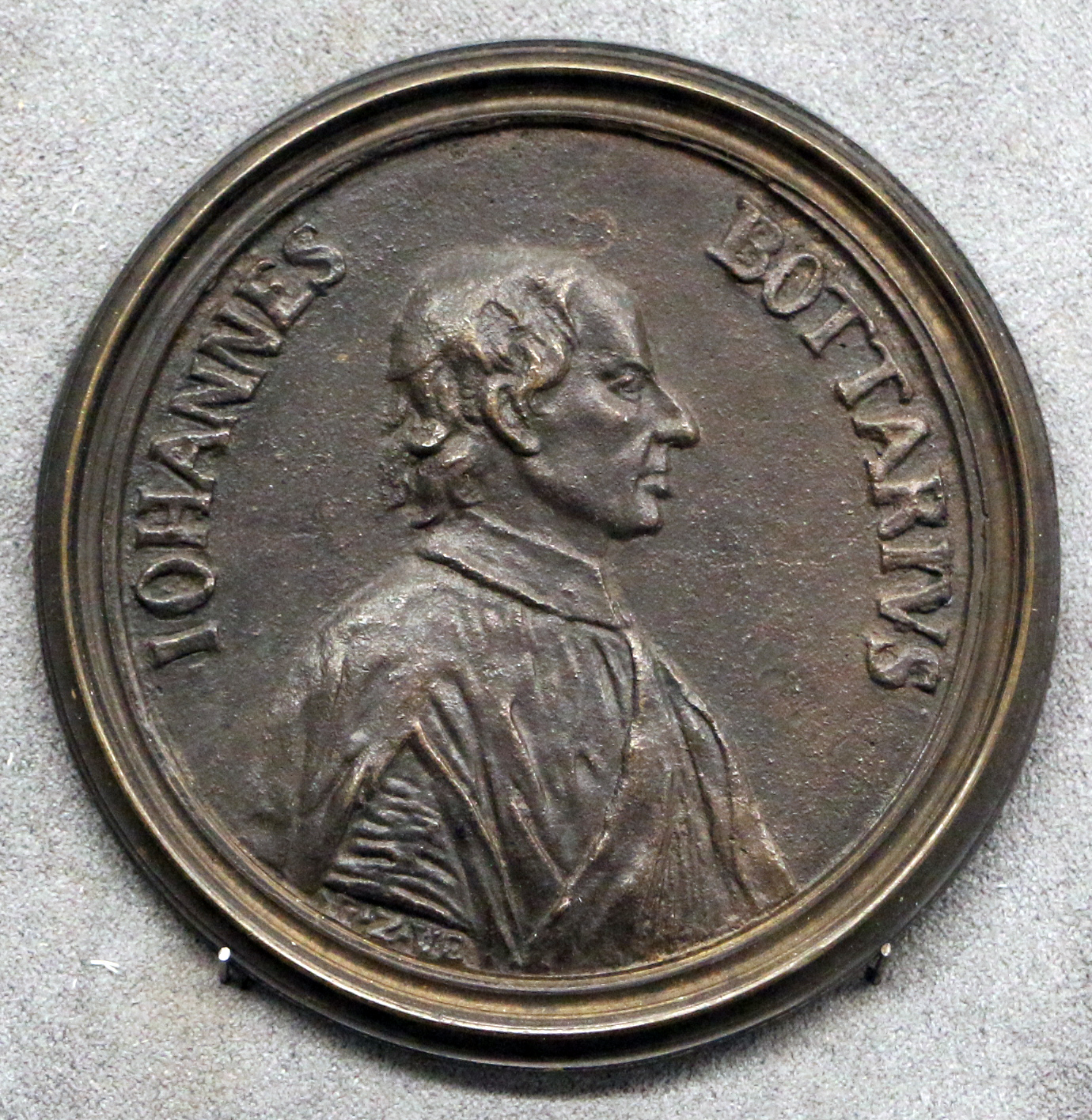
G. G. Bottari na medaili G. Z. Webera

## Dílo
- Carmina illustrium poetarum italorum, 11 voll., Florentiae, Typis Regiae Celsitudinis apud Joannem Cajetanum Tartinium & Sanctem Franchium, 1719–1726
- Sculture e pitture sagre estratte dai cimiteri di Roma pubblicate già dagli autori della Roma sotterranea ed ora nuouamente date in luce, 3 voll., Roma, nella Stamperia Vaticana presso Giovanni Maria Salvioni 1737–1754
- Dialoghi sopra le tre arti del disegno, Lucca, per Filippo Maria Benedini, 1754
- Raccolta di lettere sulla pittura, scultura ed architettura scritte da' più celebri professori che in dette arti fiorirono dal sec. XV al XVII, 7 voll., Roma, per gli Eredi Barbiellini mercanti di libri e stampatori a Pasquino, 1754–1773 (Tomo I, Tomo III, Tomo VI)
- Lezioni di monsignore Giovanni Bottari sopra il Decamerone, 2 voll. Firenze, presso Gaspero Ricci, 1818

### V češtině
- Mnich z Maronie – úvod František Sekanina, in: 1000 nejkrásnějších novel... č. 87; přeložil Bohumil Kyselý. Praha: J. R. Vilímek, 1915